# Kháradhros Réma
Kháradhros Réma (Charadros) är ett vattendrag i Grekland.   Det ligger i prefekturen Nomós Achaḯas och regionen Västra Grekland, i den centrala delen av landet, 170 km väster om huvudstaden Aten.